# Padre padrone
Pour plus de détails, voir Fiche technique et Distribution.
Padre padrone (litt. Père-patron) est un film italien réalisé par Paolo Taviani et Vittorio Taviani, sorti en 1977, adapté du roman de Gavino Ledda Padre padrone: l'educazione di un pastore.
Le film se déroule à Siligo (Logudoro) et a été tourné à une courte distance à Cargeghe et dans les environs. Il a reçu la Palme d'or au Festival de Cannes 1977.

## Synopsis
Dans la Sardaigne des années 1940, à l'âge de cinq ans, le petit Gavino est contraint d'abandonner l'école après deux mois seulement car il doit dorénavant aider son père à garder les animaux.
Il grandit ainsi dans l'isolement, loin de la société humaine. C'est grâce au service militaire, à l'âge de 21 ans, qu'il peut échapper à l'emprise de son père. Il apprend à lire, ce qui est pour lui une révélation (il deviendra linguiste). En sortant de l'armée, il rejette le rapport de quasi-esclavage avec son père.

## Fiche technique
- Titre : Padre padrone
- Réalisation : Paolo Taviani et Vittorio Taviani
- Scénario : Paolo Taviani et Vittorio Taviani d'après le roman autobiographique de Gavino Ledda, publié en 1975 chez Feltrinelli, traduit en français en 1977
- Production : Giuliani G. De Negri
- Musique : Egisto Macchi
- Photographie : Mario Masini
- Montage : Roberto Perpignani
- Décors : Gianni Sbarra
- Costumes : Lina Nerli Taviani
- Pays de production :  Italie
- Format : couleurs (35 mm)
- Genre : drame
- Durée : 117 minutes
- Dates de sortie :
  - France : 17 mai 1977 (Festival de Cannes) ; 21 septembre 1977 (sortie nationale)
  - Italie : 2 septembre 1977

## Distribution
- Omero Antonutti : le père
- Saverio Marconi : Gavino
- Marcella Michelangeli : la mère
- Fabrizio Forte : le jeune Gavino
- Marino Cenna : le jeune berger
- Stanko Molnar : Sebastiano
- Gavino Ledda : lui-même
- Nanni Moretti : Cesare

## Distinctions
- Palme d'or au Festival de Cannes 1977.

## Autour du film
L'ouvrage de Gavino Ledda n'était pas encore paru, lorsque les frères Taviani prirent connaissance, par la presse, de la nouvelle de l'expérience remarquable de ce berger sarde, totalement coupé de la civilisation urbaine et demeuré analphabète jusqu'à l'âge du service militaire. Gavino, après avoir appris à compter, lire et écrire, avait entrepris des études en linguistique et s'était même permis d'arracher un diplôme lui permettant d'enseigner cette discipline. Les réalisateurs italiens éprouvèrent, à l'égard du personnage, une empathie immédiate. « Ledda est quelqu'un qui a vécu dans le silence et qui, comme rébellion, comme révolte contre le monde, comme moyen d'affirmation personnelle, utilise l'instrument son, l'instrument communication. (...) En un certain sens, nous l'avons senti frère. (...) Chose étrange, cet épisode qui était l'autobiographie d'un berger devenait également notre propre autobiographie, aujourd'hui. Nous nous sommes mis immédiatement à travailler sur ce projet et nous avons lu le livre dès sa parution », dit Paolo Taviani.
Pourtant, ajoute paradoxalement Vittorio Taviani, « quand nous avons lu le livre, nous avons eu une double réaction, d'une part un sentiment d'adhésion comme lecteurs, (...) d'autre part, un sentiment de répulsion parce que le livre, précisément parce qu'il était assez achevé dans sa forme littéraire, était conclu et d'une certaine manière il nous excluait. »
Dans une interview à Cinéma 77, les frères Taviani s'expliquent plus clairement ainsi : « Pour transposer (le livre de Gavino Ledda) au cinéma, il nous fallait le détruire. (...) Notre film ne pouvait résulter que du choc entre la personnalité de Gavino et la nôtre, justement dans la forme de son langage. Il s'agissait donc de détruire le livre et de le recomposer à l'écran. »
Vittorio Taviani décrit le processus de recomposition, de cette façon : « Le livre se déroule selon une progression horizontale, chronologique ; au contraire, le film tend à une synthèse dramaturgique dans laquelle le temps et l'espace sont vraiment contractés en séquences clés ; (...) »
Padre padrone est, sans aucun doute, le film qui a permis aux frères Taviani d'élargir leur audience. L'attribution d'un prix suprême au Festival de Cannes y a évidemment beaucoup contribué, mais d'autres facteurs ont favorisé la nette reconnaissance publique du talent des cinéastes italiens. Contrairement aux films précédents, Padre padrone conte une destinée personnelle moins directement impliquée dans une problématique idéologique particulière : le film revêt un caractère d'universalité. Ensuite, l'utopie, thème cher aux frères Taviani, se dégage de son caractère symbolique, pour devenir moteur de réalisation concrète : ici le berger s'affranchissant de son état de semi-esclavage, grâce à l'apprentissage et à l'exercice indépendant du choix d'un métier.
La nomination de Roberto Rossellini, figure hautement respectée des frères Taviani, comme président du Jury du Festival de Cannes en 1977, a vraisemblablement pesé dans le choix final des jurés. Ainsi donc, le réalisateur de Paisà et de Rome, ville ouverte jouera, pour la deuxième fois, un rôle déterminant dans la carrière des frères Taviani.

## Les réactions de Gavino Ledda
Premier invité à assister, à Cinecittà, à la projection du film, Gavino Ledda, qui essayait, jusque-là, d'observer une attitude distanciée et objective, ne put s'empêcher de pleurer lorsqu'il vit la scène où le père, après avoir battu l'enfant, le prend dans ses bras et que, sur la bande-son, débute un chant sarde de douloureuse imploration. À ce moment-là, le père croit avoir tué le fils. Paolo Taviani précise : « Cette récupération du père qui existe dans notre film — père et fils sont victimes de la même situation — ne figure pas dans le livre. (...) Gavino Ledda ne pouvait pas se permettre, dans sa structure narrative, de parler de ce problème et de l'affronter. » La logique de révolte et d'affirmation du droit à l'indépendance, qu'implique le livre de Ledda, en aurait été effectivement annihilée.
À la fin du film, Gavino Ledda considéra, paradoxalement, que celui-ci, « tout en étant totalement différent de son livre, demeurait, quant au fond, complètement identique. »

## Considérations critiques
« Construction rigoureuse qui est sans doute la condition même de la plus grande leçon que donne le film ; ce destin exemplaire n'est pas donné comme destin-modèle : c'est tout ensemble la description au plus près du vécu du protagoniste de cette ascension sociale et ses limites que propose Padre padrone. Il n'y a pas de miracle à cette richesse du film, qui est d'abord le résultat d'une réflexion sur le langage même qui a précédé et nourri ce film sur l'acquisition du langage. »
« (...) mais on aurait tort de voir dans cette ascension de l'individu bafoué vers l'homme responsable une allégorie du self made-man ou de la victoire humaniste de la volonté, (...) Padre padrone apparaît dans l'histoire du Septième Art actuel comme un événement comparable à l'irruption de La Terre tremble de Luchino Visconti sur les écrans au lendemain de la guerre. D'un coup, presque tout le cinéma d'aujourd'hui vieillit d'un quart de siècle face à cette réussite majeure qui nous fait réfléchir par le plaisir de la jubilation. »